# Aullidos (película)
Aullidos (titulado The Breed en V. O.) es una película de terror estadounidense de 2006 dirigida por Nicholas Mastandrea siendo esta su primera producción. 
El estreno tuvo lugar en mayo, en el Festival Internacional de Cine de Cannes y posteriormente en otros festivales.

## Argumento
Matt y John (Eric Lively y Oliver Hudson) son dos hermanos, que tras el fallecimiento de su tío, heredan la que fue su isla. Cuando estos deciden organizar una escapada, se les une un grupo de amigos: Nicki, Sara y Noah (Michelle Rodriguez, Taryn Manning y Hill Harper). Sin embargo, cuando creen que están solos en una isla deshabitada, aparece un cachorro de apariencia simpática pero que resultará ser letal cuando los visitantes se encuentran rodeados por una jauría de perros agresivos.

## Reparto
- Michelle Rodriguez es Nicki.
- Oliver Hudson es John.
- Taryn Manning es Sara.
- Eric Lively es Matt.
- Hill Harper es Noah.
- Nick Boraine es Luke.
- Lisa-Marie Schneider es Jenny.